# Scoparia distictalis
Scoparia distictalis là một loài bướm đêm trong họ Crambidae.